# Cupa ATP 2020
Cupa ATP 2020 a fost prima ediție a Cupei ATP, un turneu de tenis internațional jucat pe terenuri cu suprafață dură, în aer liber, organizat de Asociația Profesioniștilor din Tenis (ATP). A fost primul turneu ATP pentru echipe de la ultima ediție a Cupei Mondiale a Echipelor din 2012. A avut loc în perioada 3-12 ianuarie 2020 în trei locuri din orașele australiene Brisbane, Perth și Sydney.
Serbia a câștigat turneul, învingând Spania cu 2–1 în finală.

## Puncte de clasare ATP
| Tip    | Poz.jucătorului în clasament | Rundă              | Puncte pe victorie vs. clasamentul adversarului | Puncte pe victorie vs. clasamentul adversarului | Puncte pe victorie vs. clasamentul adversarului | Puncte pe victorie vs. clasamentul adversarului | Puncte pe victorie vs. clasamentul adversarului | Puncte pe victorie vs. clasamentul adversarului |
| Tip    | Poz.jucătorului în clasament | Rundă              | Nr. 1–10                                        | Nr. 11–20                                       | Nr. 21–30                                       | Nr. 31–50                                       | Nr. 51–100                                      | Nr. 101+                                        |
| ------ | ---------------------------- | ------------------ | ----------------------------------------------- | ----------------------------------------------- | ----------------------------------------------- | ----------------------------------------------- | ----------------------------------------------- | ----------------------------------------------- |
| Simplu | Nr. 1–300                    | Finală             | 250                                             | 200                                             | 150                                             | 105                                             | 75                                              | 50                                              |
| Simplu | Nr. 1–300                    | Semifinale         | 180                                             | 140                                             | 105                                             | 75                                              | 50                                              | 35                                              |
| Simplu | Nr. 1–300                    | Sferturi de finală | 120                                             | 100                                             | 75                                              | 50                                              | 35                                              | 25                                              |
| Simplu | Nr. 1–300                    | Etapa grupelor     | 75                                              | 65                                              | 50                                              | 35                                              | 25                                              | 20                                              |
| Simplu | Nr. 301+                     | Finală             | 85                                              | 85                                              | 85                                              | 85                                              | 85                                              | 55                                              |
| Simplu | Nr. 301+                     | Semifinale         | 55                                              | 55                                              | 55                                              | 55                                              | 55                                              | 35                                              |
| Simplu | Nr. 301+                     | Sferturi de finală | 35                                              | 35                                              | 35                                              | 35                                              | 35                                              | 25                                              |
| Simplu | Nr. 301+                     | Etapa grupelor     | 25                                              | 25                                              | 25                                              | 25                                              | 25                                              | 15                                              |
| Dublu  | Orice                        | Finală             | 80                                              | 80                                              | 80                                              | 80                                              | 80                                              | 80                                              |
| Dublu  | Orice                        | Semifinale         | 75                                              | 75                                              | 75                                              | 75                                              | 75                                              | 75                                              |
| Dublu  | Orice                        | Sferturi de finală | 55                                              | 55                                              | 55                                              | 55                                              | 55                                              | 55                                              |
| Dublu  | Orice                        | Etapa grupelor     | 40                                              | 40                                              | 40                                              | 40                                              | 40                                              | 40                                              |

- Maximum 750 de puncte pentru jucătorul de simplu neînvins, 250 de puncte pentru dublu.[2]

## Participanți
În septembrie 2019, s-au clasificat primele 18 țări pe baza poziției ocupate în clasamentul mondial din 9 septembrie de cel mai bun jucător al fiecărei țări. Țara gazdă Australia a primit un wild card. Elveția a fost retrasă ca țară calificată după ce Roger Federer, clasat pe locul 3, s-a retras din eveniment, din motive personale. Ultimele șase echipe s-au calificat în noiembrie, pe baza clasamentului ATP din 11 noiembrie.
| #       | Țară                       | Jucător nr.1        | Clasament la | Clasament la | Jucător nr.2          | Clasament | Jucător nr.3            | Clasament | Căpitan             |
| #       | Țară                       | Jucător nr.1        | 9 sep        | 11 nov       | Jucător nr.2          | 11 nov    | Jucător nr.3            | 11 nov    | Căpitan             |
| ------- | -------------------------- | ------------------- | ------------ | ------------ | --------------------- | --------- | ----------------------- | --------- | ------------------- |
| 1       | Serbia                     | Novak Djokovic      | 1            | 2            | Dušan Lajović         | 35        | Nikola Milojević        | 160       | Nenad Zimonjić      |
| 2       | Spania                     | Rafael Nadal        | 2            | 1            | Roberto Bautista Agut | 9         | Pablo Carreño Busta     | 27        | Francisco Roig      |
| 3       | Rusia                      | Daniil Medvedev     | 4            | 4            | Karen Khachanov       | 17        | Teymuraz Gabashvili     | 276       | Marat Safin         |
| 4       | Austria                    | Dominic Thiem       | 5            | 5            | Dennis Novak          | 108       | Sebastian Ofner         | 173       | Thomas Muster       |
| 5       | Germania                   | Alexander Zverev    | 6            | 7            | Jan-Lennard Struff    | 36        | Mats Moraing            | 188       | Boris Becker        |
| 6       | Grecia                     | Stefanos Tsitsipas  | 7            | 6            | Michail Pervolarakis  | 441       | Markos Kalovelonis      | 753       | Apostolos Tsitsipas |
| 7       | Japonia                    | Yoshihito Nishioka  | 58           | 69           | Go Soeda              | 120       | Toshihide Matsui        | 800       | Satoshi Iwabuchi    |
| 8       | Italia                     | Fabio Fognini       | 11           | 12           | Stefano Travaglia     | 83        | Paolo Lorenzi           | 118       | Alberto Giraudo     |
| 9       | Franța                     | Gaël Monfils        | 12           | 10           | Benoît Paire          | 24        | Gilles Simon            | 56        | Gilles Simon        |
| 10      | Belgia                     | David Goffin        | 14           | 11           | Steve Darcis          | 155       | Kimmer Coppejans        | 158       | Steve Darcis        |
| 11      | Croația                    | Borna Ćorić         | 15           | 28           | Marin Čilić           | 39        | Viktor Galović          | 254       | Luka Kutanjac       |
| 12      | Argentina                  | Diego Schwartzman   | 16           | 14           | Guido Pella           | 25        | Juan Ignacio Londero    | 50        | Gastón Gaudio       |
| 13      | Georgia                    | Nikoloz Basilașvili | 17           | 26           | Aleksandre Metreveli  | 676       | George Tsivadze         | 882       | David Kvernadze     |
| 14      | Africa de Sud              | Kevin Anderson      | 18           | 92           | Lloyd Harris          | 101       | Ruan Roelofse           | 659       | Jeff Coetzee        |
| 15      | Statele Unite ale Americii | John Isner          | 20           | 19           | Taylor Fritz          | 32        | Tommy Paul              | 84        | David Macpherson    |
| 16      | Canada                     | Denis Shapovalov    | 33           | 15           | Félix Auger-Aliassime | 21        | Steven Diez             | 136       | Adriano Fuorivia    |
| 17      | Marea Britanie             | Dan Evans           | 48           | 42           | Cameron Norrie        | 53        | James Ward              | 301       | Tim Henman          |
| 18 (WC) | Australia                  | Alex de Minaur      | 31           | 18           | Nick Kyrgios          | 30        | John Millman            | 48        | Lleyton Hewitt      |
| 19      | Bulgaria                   | Grigor Dimitrov     | 25           | 20           | Dimitar Kuzmanov      | 417       | Alexandar Lazarov       | 509       | Grigor Dimitrov     |
| 20      | Chile                      | Cristian Garín      | 34           | 34           | Nicolás Jarry         | 77        | Alejandro Tabilo        | 206       | Paul Capdeville     |
| 21      | Polonia                    | Hubert Hurkacz      | 36           | 37           | Kamil Majchrzak       | 91        | Kacper Żuk              | 452       | Marcin Matkowski    |
| 22      | Uruguay                    | Pablo Cuevas        | 44           | 45           | Martín Cuevas         | 499       | Franco Roncadelli       | 1859      | Felipe Maccio       |
| 23      | Republica Moldova          | Radu Albot          | 42           | 46           | Alexander Cozbinov    | 828       | Egor Matvievici         | 1511      | Vladimir Albot      |
| 24      | Norvegia                   | Casper Ruud         | 60           | 55           | Viktor Durasovic      | 338       | Lukas Hellum Lilleengen | 1573      | Christian Ruud      |

     Calificat în septembrie 2019 

     Calificat în noiembrie 2019

### Înlocuire jucători
| Țară           | Înlocuitor           | Jucător inițial   | Poz la 11 nov | Motiv               |
| -------------- | -------------------- | ----------------- | ------------- | ------------------- |
| Italia         | Alessandro Giannessi | Matteo Berrettini | 8             | Leziunea abdominală |
| Franța         | Gilles Simon         | Lucas Pouille     | 22            | Rănire cot          |
| Marea Britanie | James Ward           | Andy Murray       | 125 (PR 2)    | Rănire pelvis       |
| Japonia        | Toshihide Matsui     | Yasutaka Uchiyama | 78            | Rănire              |
| Japonia        | Go Soeda             | Kei Nishikori     | 13            | Rănire cot          |

## Loc desfășurare
| Perth               | Sydney             | Brisbane          |
| ------------------- | ------------------ | ----------------- |
| RAC Arena           | Ken Rosewall Arena | Pat Rafter Arena  |
| Capacitate: 15.500  | Capacitate: 10.500 | Capacitate: 5.500 |
|                     |                    |                   |
| BrisbaneSydneyPerth |                    |                   |

## Etapa eliminatorie
Etapa eliminatorie a avut loc la Ken Rosewall Arena în Sydney.

### Tabloul principal
|  | Sferturi de finală | Sferturi de finală | Sferturi de finală |           |   | Semifinale | Semifinale | Semifinale |  |  | Finală | Finală | Finală |  |
|  |                    |                    |                    |           |   |            |            |            |  |  |        |        |        |  |
|  | 1                  | Spania             | 2                  |           |   |            |            |            |  |  |        |        |        |  |
|  | 1                  | Spania             | 2                  |           |   |            |            |            |  |  |        |        |        |  |
|  | 7                  | Belgia             | 1                  |           |   |            |            |            |  |  |        |        |        |  |
|  | 7                  | Belgia             | 1                  |           | 1 | Spania     | 3          |            |  |  |        |        |        |  |
|  |                    |                    |                    |           | 1 | Spania     | 3          |            |  |  |        |        |        |  |
|  |                    |                    | 2                  | Australia | 0 |            |            |            |  |  |        |        |        |  |
|  | 2                  | Australia          | 2                  | Australia | 0 | 2          |            |            |  |  |        |        |        |  |
|  | 2                  | Australia          |                    |           |   |            |            |            |  |  |        |        |        |  |
|  | 5                  | Marea Britanie     | 1                  |           |   |            |            |            |  |  |        |        |        |  |
|  | 5                  | Marea Britanie     | 1                  |           | 1 | Spania     | 1          |            |  |  |        |        |        |  |
|  |                    |                    |                    |           |   |            |            |            |  |  |        |        |        |  |
|  |                    |                    | 4                  | Serbia    | 2 |            |            |            |  |  |        |        |        |  |
|  | 3                  | Rusia              | 4                  | Serbia    | 2 | 3          |            |            |  |  |        |        |        |  |
|  | 3                  | Rusia              |                    |           |   |            |            |            |  |  |        |        |        |  |
|  | 6                  | Argentina          | 0                  |           |   |            |            |            |  |  |        |        |        |  |
|  | 6                  | Argentina          | 0                  |           | 3 | Rusia      | 0          |            |  |  |        |        |        |  |
|  |                    |                    |                    |           | 3 | Rusia      | 0          |            |  |  |        |        |        |  |
|  |                    |                    | 4                  | Serbia    | 3 |            |            |            |  |  |        |        |        |  |
|  | 4                  | Serbia             | 4                  | Serbia    | 3 | 3          |            |            |  |  |        |        |        |  |
|  | 4                  | Serbia             |                    |           |   |            |            |            |  |  |        |        |        |  |
|  | 8                  | Canada             | 0                  |           |   |            |            |            |  |  |        |        |        |  |

### Sferturi de finală

#### Marea Britanie vs. Australia
| · Marea Britanie · 1 | Sydney 9 ianuarie 2020   | Sydney 9 ianuarie 2020                                     | · Australia · 2 |     |           |  |
| \| \| \| \| 1 \| 2 \| 3 \| \| \| - \| \| ---------------------------------------------------------- \| ---- \| --- \| --------- \| \| \| 1 \| \| Cameron Norrie Nick Kyrgios \| 2 6 \| 2 6 \| \| \| \| 2 \| \| Dan Evans Alex de Minaur \| 7 64 \| 4 6 \| 7 62 \| \| \| 3 \| \| Jamie Murray / Joe Salisbury Alex de Minaur / Nick Kyrgios \| 6 3 \| 3 6 \| [16] [18] \| \| |                          |                                                            |                 |     |           |  |
| |                          |                                                            | 1               | 2   | 3         |  |
| 1 | Regatul Unit · Australia | Cameron Norrie Nick Kyrgios                                | 2 6             | 2 6 |           |  |
| 2 | Regatul Unit · Australia | Dan Evans Alex de Minaur                                   | 7 64            | 4 6 | 7 62      |  |
| 3 | Regatul Unit · Australia | Jamie Murray / Joe Salisbury Alex de Minaur / Nick Kyrgios | 6 3             | 3 6 | [16] [18] |  |

#### Argentina vs. Rusia
| · Argentina · 0 | Sydney 9 ianuarie 2020 | Sydney 9 ianuarie 2020                                                     | · Rusia · 3 |      |     |  |
| \| \| \| \| 1 \| 2 \| 3 \| \| \| - \| \| -------------------------------------------------------------------------- \| ---- \| ---- \| --- \| \| \| 1 \| \| Guido Pella Karen Khachanov \| 2 6 \| 64 7 \| \| \| \| 2 \| \| Diego Schwartzman Daniil Medvedev \| 4 6 \| 6 4 \| 3 6 \| \| \| 3 \| \| Máximo González / Andrés Molteni Teymuraz Gabashvili / Konstantin Kravchuk \| 65 7 \| 4 6 \| \| \| |                        |                                                                            |             |      |     |  |
| |                        |                                                                            | 1           | 2    | 3   |  |
| 1 | Argentina · Rusia      | Guido Pella Karen Khachanov                                                | 2 6         | 64 7 |     |  |
| 2 | Argentina · Rusia      | Diego Schwartzman Daniil Medvedev                                          | 4 6         | 6 4  | 3 6 |  |
| 3 | Argentina · Rusia      | Máximo González / Andrés Molteni Teymuraz Gabashvili / Konstantin Kravchuk | 65 7        | 4 6  |     |  |

#### Serbia vs. Canada
| · Serbia · 3 | Sydney 10 ianuarie 2020 | Sydney 10 ianuarie 2020                                       | · Canada · 0 |     |      |  |
| \| \| \| \| 1 \| 2 \| 3 \| \| \| - \| \| ------------------------------------------------------------- \| --- \| --- \| ---- \| \| \| 1 \| \| Dušan Lajović Félix Auger-Aliassime \| 6 4 \| 6 2 \| \| \| \| 2 \| \| Novak Djokovic Denis Shapovalov \| 4 6 \| 6 1 \| 7 64 \| \| \| 3 \| \| Nikola Ćaćić / Viktor Troicki Peter Polansky / Adil Shamasdin \| 6 3 \| 6 2 \| \| \| |                         |                                                               |              |     |      |  |
| |                         |                                                               | 1            | 2   | 3    |  |
| 1 | Serbia · Canada         | Dušan Lajović Félix Auger-Aliassime                           | 6 4          | 6 2 |      |  |
| 2 | Serbia · Canada         | Novak Djokovic Denis Shapovalov                               | 4 6          | 6 1 | 7 64 |  |
| 3 | Serbia · Canada         | Nikola Ćaćić / Viktor Troicki Peter Polansky / Adil Shamasdin | 6 3          | 6 2 |      |  |

#### Belgia vs. Spania
| · Belgia · 1 | Sydney 10 ianuarie 2020 | Sydney 10 ianuarie 2020                                         | · Spania · 2 |      |          |  |
| \| \| \| \| 1 \| 2 \| 3 \| \| \| - \| \| --------------------------------------------------------------- \| ----- \| ---- \| -------- \| \| \| 1 \| \| Kimmer Coppejans Roberto Bautista Agut \| 1 6 \| 4 6 \| \| \| \| 2 \| \| David Goffin Rafael Nadal \| 6 4 \| 7 63 \| \| \| \| 3 \| \| Sander Gillé / Joran Vliegen Pablo Carreño Busta / Rafael Nadal \| 79 67 \| 5 7 \| [7] [10] \| \| |                         |                                                                 |              |      |          |  |
| |                         |                                                                 | 1            | 2    | 3        |  |
| 1 | Belgia · Spania         | Kimmer Coppejans Roberto Bautista Agut                          | 1 6          | 4 6  |          |  |
| 2 | Belgia · Spania         | David Goffin Rafael Nadal                                       | 6 4          | 7 63 |          |  |
| 3 | Belgia · Spania         | Sander Gillé / Joran Vliegen Pablo Carreño Busta / Rafael Nadal | 79 67        | 5 7  | [7] [10] |  |

### Semifinale

#### Serbia vs. Rusia
| · Serbia · 3 | Sydney 11 ianuarie 2020 | Sydney 11 ianuarie 2020                                                 | · Rusia · 0 |       |     |  |
| \| \| \| \| 1 \| 2 \| 3 \| \| \| - \| \| ----------------------------------------------------------------------- \| --- \| ----- \| --- \| \| \| 1 \| \| Dušan Lajović Karen Khachanov \| 7 5 \| 7 61 \| \| \| \| 2 \| \| Novak Djokovic Daniil Medvedev \| 6 1 \| 5 7 \| 6 4 \| \| \| 3 \| \| Nikola Ćaćić / Viktor Troicki Teymuraz Gabashvili / Konstantin Kravchuk \| 6 4 \| 79 67 \| \| \| |                         |                                                                         |             |       |     |  |
| |                         |                                                                         | 1           | 2     | 3   |  |
| 1 | Serbia · Rusia          | Dušan Lajović Karen Khachanov                                           | 7 5         | 7 61  |     |  |
| 2 | Serbia · Rusia          | Novak Djokovic Daniil Medvedev                                          | 6 1         | 5 7   | 6 4 |  |
| 3 | Serbia · Rusia          | Nikola Ćaćić / Viktor Troicki Teymuraz Gabashvili / Konstantin Kravchuk | 6 4         | 79 67 |     |  |

#### Australia vs. Spania
| · Australia · 0 | Sydney 11 ianuarie 2020 | Sydney 11 ianuarie 2020                                           | · Spania · 3 |       |          |  |
| \| \| \| \| 1 \| 2 \| 3 \| \| \| - \| \| ----------------------------------------------------------------- \| --- \| ----- \| -------- \| \| \| 1 \| \| Nick Kyrgios Roberto Bautista Agut \| 1 6 \| 4 6 \| \| \| \| 2 \| \| Alex de Minaur Rafael Nadal \| 6 4 \| 5 7 \| 1 6 \| \| \| 3 \| \| Chris Guccione / John Peers Pablo Carreño Busta / Feliciano López \| 2 6 \| 78 66 \| [4] [10] \| \| |                         |                                                                   |              |       |          |  |
| |                         |                                                                   | 1            | 2     | 3        |  |
| 1 | Australia · Spania      | Nick Kyrgios Roberto Bautista Agut                                | 1 6          | 4 6   |          |  |
| 2 | Australia · Spania      | Alex de Minaur Rafael Nadal                                       | 6 4          | 5 7   | 1 6      |  |
| 3 | Australia · Spania      | Chris Guccione / John Peers Pablo Carreño Busta / Feliciano López | 2 6          | 78 66 | [4] [10] |  |

### Finală

#### Serbia vs. Spania
| · Serbia · 2 | Sydney 12 ianuarie 2020 | Sydney 12 ianuarie 2020                                               | · Spania · 1 |      |   |  |
| \| \| \| \| 1 \| 2 \| 3 \| \| \| - \| \| --------------------------------------------------------------------- \| --- \| ---- \| - \| \| \| 1 \| \| Dušan Lajović Roberto Bautista Agut \| 5 7 \| 1 6 \| \| \| \| 2 \| \| Novak Djokovic Rafael Nadal \| 6 2 \| 7 64 \| \| \| \| 3 \| \| Novak Djokovic / Viktor Troicki Pablo Carreño Busta / Feliciano López \| 6 3 \| 6 4 \| \| \| |                         |                                                                       |              |      |   |  |
| |                         |                                                                       | 1            | 2    | 3 |  |
| 1 | Serbia · Spania         | Dušan Lajović Roberto Bautista Agut                                   | 5 7          | 1 6  |   |  |
| 2 | Serbia · Spania         | Novak Djokovic Rafael Nadal                                           | 6 2          | 7 64 |   |  |
| 3 | Serbia · Spania         | Novak Djokovic / Viktor Troicki Pablo Carreño Busta / Feliciano López | 6 3          | 6 4  |   |  |